# Idun Lovén

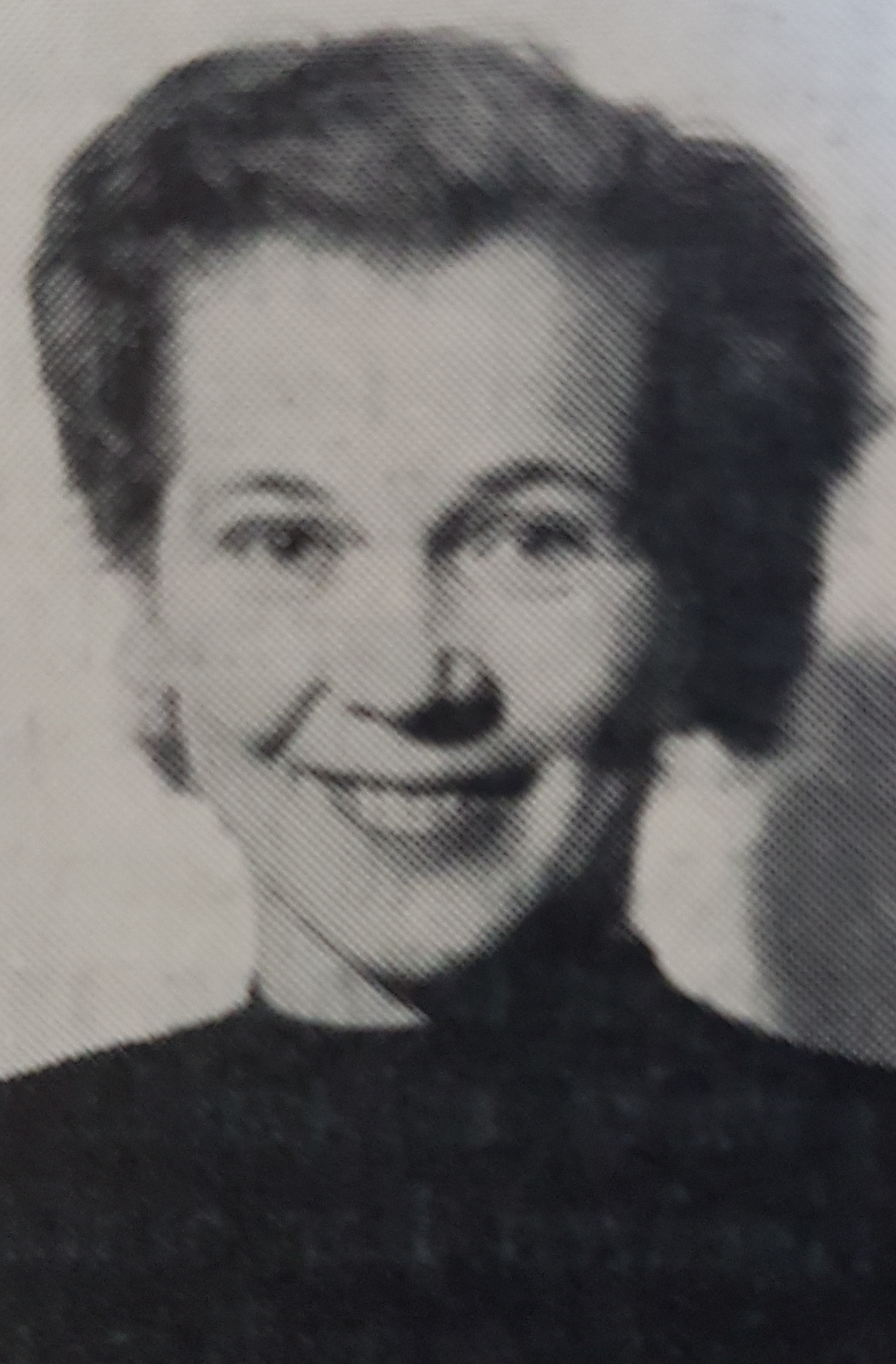
Idun Lovén

Siri Ingrid Idun Lovén (* 12. April 1916 in Växjö; † 20. Februar 1988 in Solna) war eine schwedische Malerin und Kunstdozentin, die für ihre Bemühungen um die Verbesserung des Status der Kunstschulen in Schweden bekannt ist. Von 1958 bis 1988 leitete sie die Kunstschule Konstskolan Idun Lovén im Süden Stockholms und führte neue Kunstformen wie Bildhauerei, Film, Theater und Tanz in den Lehrplan ein. Ihr eigenes Œuvre bestand im Wesentlichen aus Landschaftsmalerei sowie Stillleben und Porträts.

## Biographie
Idun Lovén wurde 1916 in Växjö in Småland als zweitjüngste Tochter des Berufsschullehrers Johannes Samuel Lovén und Ester Zidonia geb. Bengtsson geboren. Von ihrem vierten Lebensjahr an wuchs Lovén in Linköping auf. Nach dem Abitur im Jahr 1934 studierte Lovén in Linköping bei Leoo Verde Kunst. In den Jahren 1938–1939 verbrachte sie ein Jahr an der Statens håndverks- og kunstindustriskole in Oslo bei Lehrern wie Per Krohg, Carl von Hanno. und Henrik Sørensen, anschließend 1939–1940 an der Otte Skölds målarskola in Stockholm. Im Jahr 1946 studierte sie an der Isaac Grünewalds Konstskola in Stockholm und 1955–1956 in Paris. Mitte der 1950er Jahre unternahm Lovén mit Hilfe eines Stipendiums Studienreisen durch Europa und Nordafrika.
Nach Ausstellungen in Östersund (1945) und Linköping (1958) erhielt Lunvén viel Lob von der Kritik für ihre Ölgemälde und Aquarelle. In den 1950er Jahren schuf sie vor allem Landschaftsgemälde bevorzugt aus Lappland, der Kinda-Bucht, dem südlichen Östergötland und den Schären von Tjust im nördlichen Småland. Daneben entstanden viele Stillleben und Porträts. Sie malte im Stil des expressiven Kolorismus, oft in tiefgründiger und auch dunkler Stimmung, in ihren Stillleben und Porträts schöpfte sie ihre Palette voll aus.
Neben ihrer künstlerischen Arbeit war sie auch als Kunstdozentin tätig. Im Jahr 1957 übernahm sie die Leitung der vom Maler Edward Berggren und dem Bildhauer Gottfrid Larsson gegründeten privaten Kunstakademie in Stockholm, die bald darauf ihren heutigen Namen Konstskolan Idun Lovén erhielt. Sie erweiterte das Unterrichtsangebot um Film, Theater und Tanz und veranstaltete regelmäßig Kulturabende und war bis Mitte der 1980er Jahre als Dozentin und Direktorin dort tätig.
Sie war zunächst 1940–1947 mit dem Künstler Erik Andor Johannes Norberg (1910–1975) verheiratet, dann 1950–1953 mit dem ehemaligen Fremdenlegionär Harry Forsberg (1915–1992) mit dem sie 1950 ihre Tochter Lillemor Lovén bekam, ein drittes Mal 1959–1962 mit dem Bauarbeiter Eero Armas Järvinen (1923–1985) und ein viertes Mal 1962–1966 mit dem Wirtschaftswissenschaftler Kjell Ljunggren (geboren 1921).
Idun Lovén starb 1988 im Stockholmer Vorort Solna.